# Feriados na Armênia
Feriados de folga oficiais da Armênia:
| Data                        | Nome em armênio               | Nome em português             | Notas |
| --------------------------- | ----------------------------- | ----------------------------- | --- |
| 31 de dezembro-2 de janeiro | Ամանոր                        | Ano-Novo                      | Tradição |
| 3-7 de janeiro              | Սուրբ Ծնունդ                  | Feriados de Natal             | Religioso; o Natal armênio é 6 de janeiro; os três dias anteriores também são dias de folga, assim como 7 de janeiro, um dia de lembrança. |
| 28 de janeiro               | Բանակի օր                     | Dia das forças armadas        | Celebração do exército armênio. |
| 24 de abril                 | Եղեռնի զոհերի հիշատակի օր     | Dia da lembrança do genocídio | Genocídio armênio de 1915 |
| 9 de maio                   | Հաղթանակի եւ Խաղաղության տոն  | Dia da vitória e paz          | |
| 28 de maio                  | Հանրապետության օր             | Dia da Primeira República     | Estabelecimento da República Democrática Armena em 1918                                                                                    |
| 5 de julho                  | Սահմանադրության օր            | Dia da Constituição           | Adotado em 1995. |
| 21 de setembro              | Անկախության օր                | Dia da Independência          | Da União Soviética em 1991 |
| 7 de dezembro               | Երկրաշարժի զոհերի հիշատակի օր | Sismo de Espitaque            | |